# 大久保長安
大久保長安（日语：／ Ōkubo Nagayasu，1545年—1613年6月13日），日本戰國時代武將。初出仕武田氏，後成為德川氏家臣。

## 生涯

### 出生
天文14年（1545年）出生，是猿樂師大藏太夫十郎信安的次男。祖父是大和國春日神社的金春流猿樂師，在播磨國大藏開創了大藏流。大藏長安亦在此時出生。

### 武田家臣時代
其父大藏信安做為猿樂師曾經流落至甲斐國，並成為當時武田信玄首席的猿樂師。但信玄在見到大藏長安卻將他從猿樂師拔擢為武士，並做為土屋昌次的與力，姓氏亦從大藏改為土屋。但信玄並不將長安培養成戰士，而是看上了他的經營才幹，打算將武田領地中的黑川金山等礦山開發的稅務及庶務行政官一職交給他。
信玄死後，長安成為武田勝賴的家臣。在天正3年（1575年）的長篠之戰中，土屋昌次及長安兄新之丞皆戰死，但長安並未參與此戰。

### 改仕德川
天正10年（1582年），織田、德川聯軍入侵甲斐，武田家滅亡，土屋長安轉而出仕德川家。並負責建造德川家康在甲斐的臨時住所，家康在此時發現了大久保長安的才能並加以錄用。另一說是透過家康的近臣、也就是舊武田家臣成瀨正一的引薦，將善於管理金山的長安介紹到了家康的麾下。
長安成為大久保忠隣的與力，之後娶了大久保忠隣的女兒，將姓改成了大久保。天正10年（1582年）6月信長死後，甲斐國成了家康的領土，但此地自武田滅亡後一直混亂不堪，家康命令本多正信與伊奈忠次負責重建甲斐的內政，而實際上是由大久保長安一手完成。大久保長安修復了釜無川及笛吹川的堤防、開發新田，以及開採甲斐金山，使甲斐的政治在數年內重新回到軌道。

### 移往關東
天正18年（1590年）的小田原之戰後，德川家康奉命移往關東。大久保長安與伊奈忠次、青山忠成、彦坂元正等人一同被任命製作土地的登記冊簿，以供家康參考如何分封家臣。關東250萬石中，100萬石為家康直接管轄，長安與元正、忠次做為關東代官之首負責管理家康領中的一切事務。
天正19年（1591年）得到家康賞賜的武藏八王子（後來的橫山）8000石土地，但若按曾支配過本地的北條氏照的舊領來算的話，實際得到的土地共有9萬石。大久保長安在八王子宿（現今東京都八王子市）建造陣屋，展開了八王子宿的建設，及淺川的氾濫工程，此地後來被稱為石見土手（土手即堤防）。
此外，長安對於家康來說，也是維持武藏治安以及國境警備十分重要的角色，因此許可其在八王子設立了“五百人同心”（維持甲斐－武藏國境警備及治安的集團），藉此形成了以舊武田家臣團為中心的八王子五百人同心。慶長4年（1599年）家康答應增加一倍人數，成為“八王子千人同心”。

### 身兼數職
慶長5年（1600年），關原之戰爆發，大久保長安與伊奈忠次負責德川秀忠隊的後勤補給。戰後，德川得到了豐臣氏的佐渡金山及生野銀山，大久保長安亦在同年9月成為大和代官，10月成為石見銀山檢分役、11月成為佐渡金山接收役。慶長6年（1601年）春被任命為甲斐奉行、8月成為石見奉行、9月成為美濃代官。一人身兼這所有的職位，無疑是家康對長安經營能力的高度評價所致。慶長8年（1603年）2月12日，德川家康被任命為征夷大將軍，大久保長安也被提拔至從五位下石見守，並成為家康六男、松平忠輝的家老。7月被任命為佐渡奉行，12月成為所務奉行（後來的勘定奉行），同時名列年寄（後來的老中）。慶長11年（1606年）2月被任命為伊豆奉行……也就是說德川家康讓大久保長安管理了全國的金銀山、關東的交通網、一里塚（道路里程碑）的建設等等。日本現今所知的里程碑，即一里＝三十六町、六十間＝一町、六尺＝一間等……這些規格皆由大久保長安所統一，為了以後幕府統一日本所預行的措施。

### 權傾一時
總攬一切奉行職務的大久保長安權力也逐漸擴大。其七個兒子分別與石川康長及池田輝政之女結婚，並促成松平忠輝與伊達政宗長女五郎八姫的婚姻，藉以建立與政宗的親密關係。由於其龐大的權勢及人脈使得大久保長安得到了「天下的總代官」此一稱呼，並與大久保忠隣形成了幕府中的大久保派，與受家康寵愛的本多正信組成的本多派開始了權力鬥爭。在岡本大八事件中的勝利使大久保派盛極一時。此時期加上大久保長安所領的八王子8000石（實際為9萬石）、可以說家康直轄的150萬石實質上是由其一人支配。

### 失勢
到了晚年，由於全國礦山產量低下，使其在家康底下逐漸失寵，先被罷免美濃代官，又陸續遭到解職，加上妻子過世等諸多打擊，大久保長安發瘋，於慶長18年（1613年）4月25日死去。享年69。

## 死後
大久保長安死後，被指控生前曾利用金山統轄權累積不法所得的罪名，其全家遭誅連被斬首，與長安有姻親關係的諸大名亦遭到連座處分。家康更下令將已埋葬的半腐敗長安遺体挖出，在駿府城下安倍川河原梟首示眾，長安的庇護者大久保忠隣等人亦因此事件失勢。
然而近來指出大久保長安貪汙一事，實際上是為了奪權的本多正信、正純父子的陰謀。同時藉由肅清權傾一時的大久保長安，對於其它的違法的代官也有殺雞儆猴的作用。

## 人物、逸事
- 極端愛好女色，據說擁有70至80位的妾。
- 由於身為金山奉行的緣故，對黃金有極大興趣，曾立下遺言，要人死後將遺体裝在黃金棺材中，並舉行華麗葬儀（如此行徑也是家康懷疑長安有貪污嫌疑的原因之一。）
- 據説長安曾認為政宗比家康更適合成為天下人，因而暗中支持政宗推翻幕府的計畫。
- 長安遺體的埋葬位置不明，一説位於伊豆的土肥温泉街。